# Heinrich Gontermann
Heinrich Gontermann  (25. února 1896 – 30. nebo 31. října 1917) je znám jako prvoválečné německé letecké eso s 39 přiznanými sestřely.

## Dětství a počátky v armádě
Narodil se v Siegenu v jižním Vestfálsku. Heinrich byl vysoký, štíhlý muž plný vitality. Nekuřák, alkohol pil pouze v malých množstvích. Patriot, věřící, introvert.
Heinrichův otec, důstojník kavalerie, dopomohl mladému Heinrichovi dostat se do armády. Po opuštění školy 14. srpna 1914 se zapsal k 6. pluku hulánské kavalerie v Hanau. Pouze pár dní po jeho příchodu byla jednotka poslána na frontu.
Heinrich měl pověst rezervovaného člověka, ale v jednotce prokázal své velitelské schopnosti. V září 1914 byl raněn. Zranění nebylo příliš vážné a byl povýšen do hodnosti Feldwebel (šikovatel). Z počátku jara 1915 mu byla udělena hodnost poručíka a byl též vyznamenán Železným křížem druhé třídy. V průběhu roku 1915 dál velel své jednotce. Gontermann požádal o přeložení k nově se formujícímu německému letectvu ale v říjnu 1915 byl přeložen k 80. střeleckému pluku.

## Služba v letectvu
Na počátku roku 1916 bylo vyhověno jeho žádosti a byl poslán na pilotní a pozorovatelský výcvik. Po absolvování výcviku byl poslán ke Kampfstaffel Tergnier jako průzkumný pilot. Létal na Rolandu C.II. Později na jaře byl poslán k Feld-Abteilung 25, kde létal jak jako pilot, tak jako pozorovatel na AGO C.I.
Gontermann požádal o přeškolení v Jastaschule (stíhací škole) a následné převelení ke stíhací jednotce. Byl přijat k rozšiřujícímu výcviku a po absolvování 11. listopadu 1916 byl přiřazen k Jasta 5 (Jagdstaffel - stíhací letka). O tři dny později sestřelil svoje první letadlo FE.2b během hlídky nad Morvalem.
Další sestřel následoval až 6. března 1917, kdy sestřelil další FE.2b. Den poté byl vyznamenán Železným křížem první třídy. Během března následovaly další sestřely a 24. března se díky sestřelu Sopwith 1½ Strutteru stává leteckým esem. Další sestřel téhož letadla následoval následující den. Po tomto sestřelu napsal domů: „Dnes jsem sestřelil dvousedadlové letadlo… Rozpadlo se ve vzduchu na prach … Je to pro mě strašná práce, ale je to moje povinnost“.
Během tzv. „krvavého dubna“ 1917 měl již Gontermann na svém kontě 11 vzdušných vítězství. Osmého dubna dosáhl prvního sestřelu balonu, se všemi nebezpečími, které sestřelení průzkumného balonu obsahuje. Během měsíce následovaly další čtyři balony, včetně dvou balonů 16. dubna. Tímto se stal balonovým esem a prvním nejúspěšnějším německým ničitelem balonů.
26. dubna dosáhl svého 17. sestřelu. Následně byl ještě tentýž den pověřen velením v pruské Jasta 15, kde nahradil padlého Maxe Reinholda.

## Velitelem
Gontermann byl znám jako rezervovaný muž s několika málo přáteli. Profesionál každým coulem. Pilně studoval nepřátelské typy letadel, přičemž oplýval zvláštním talentem útočit na nepřítele z jeho mrtvého úhlu. Ve své jednotce byl znám pro svoje výborné střelecké umění a taktéž pro jeho akrobatický um. Byl též znám svou přepjatostí, nervozitou a nespavostí. Bojové napětí se na něm postupně podepisovalo. V květnu 1917 byl poslán na měsíční dovolenou, aby se zotavil.
Šestého května byl vyznamenán Rytířským křížem s meči Královského hohenzollernského domácího řádu. Jeho 21. sestřel byl triumfální, protože jeho obětí se stalo francouzské letecké eso s více než pěti sestřely Didier Lecour Grandmaison. Za to získal 11. května Vojenský řád Maxe Josefa , který mu zaručoval doživotní rytířský titul s doživotní rentou. Sedmnáctého května následovalo vyznamenání Pour le Mérite. Po udělení vyznamenání dostal čtyři týdny dovolené.
Během svojí dovolené přenechal Gontermann velení Ernstovi Udetovi. Byl to Udet, kdo napsal o Gontermannovi: „Než začne střílet, vymanévruje svého protivníka. Když konečně začne střílet, mine maximálně deseti střelami“.
Po návratu k jednotce zjistil, že Udet žádá o přeložení. Pod jeho velením totiž letka utrpěla tři demoralizující ztráty. Byl to celkem vzato nepříliš šťastný začátek Gontermannova velení.
Po zbytek června si vzal Gontermann opět na mušku balony. Zničil další dva, jeden 24. a další 27. Další dva sestřely zaznamenal i v červenci, jeden z nich byl také balon.
Srpen byl pro Gontermanna stejně produktivní měsíc jako duben. Po sestřelu Nieuportu pátého sestřelil dva balony, jeden devátého a další sedmnáctého. Poté přišel 19. srpen, což byl vrchol Gontermannovy kariéry. Ráno sestřelil SPAD. V 19:23 zničil první balon jižně od Aisne-Tal, o minutu později druhý, posléze třetí a o další minutu později čtvrtý. Zničení čtyř balonů jedním pilotem během tří minut bylo neslýchané. Tento čin byla příkladná ilustrace jeho přesné střelby a dokonalé taktiky. Věděl, jak sestřelit nepřítele s použitím pouhých pěti střel. Sestřelením balonů zvýšil svoje skóre na 35.
I v září sestřelil další tři nepřátelská letadla.
Do října 1917 byl Gontermann oslavované eso s 39 vítězstvími. Sestřelil 21 nepřátelských letadel a 18 balonů a jeden nepotvrzený balon.

## Poslední let

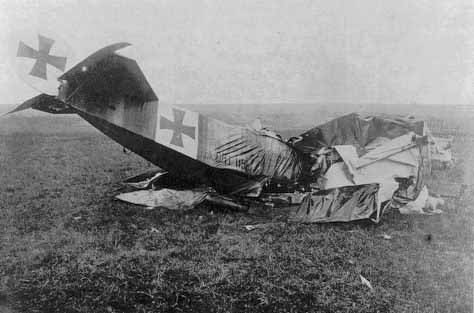
Vrak Fokkeru Dr.I, ve kterém zahynul Heinrich Gontermann

30. října vzlétl s Fokkerem Dr.I. Nebyl ještě plně zotaven z nedávné úplavice. Přesto toužil vyzkoušet nový letoun i přes určité pochybnosti. Po několika minutách letu zkusil akrobacii v 700 metrech. Vybral druhý přemet a točil doleva. Náhle se mu zhroutilo horní křídlo. Jeho letadlo se zabořilo do země.
Gontermann byl vytažen z letadla živý i přes těžká zranění hlavy, která byla způsobena nárazem do kulometů. Byl převezen do ošetřovny letky, zemřel na těžká zranění o několik hodin později. Některé zdroje uvádějí, že jeho smrt nastala až den po nehodě. Byl pohřben ve svém rodném městě.
Gontermann byl jeden z několika německých pilotů, kteří se zabili při testování nového Dr.I. Jako příčina nehody byla shledána chatrná konstrukce a následně byly změněny metody výroby letadla.

## Vyznamenání
- Železný kříž, I. třída
- Železný kříž, II. třída
- Pour le Mérite (17.05.1917)
- Pruský vojenský pilotní odznak
- Královský hohenzollernský domácí řád, rytířský kříž s meči (06.05.1917)
- Vojenský řád Maxe Josefa (11.05.1917)